# Robert Bartlett
Robert Bartlett (ur. 27 listopada 1950) – brytyjski historyk mediewista.

## Życiorys
Absolwent historii St John’s College w Oksfordzie i Princeton University. Obecnie zajmuje stanowisko profesora historii średniowiecznej Uniwersytetu w St Andrews. 

## Wybrane publikacje
- Gerald of Wales, 1146-1223, (Oxford, 1982)
- Trial by fire and water : the medieval judicial ordeal (Oxford, 1986)
- (ed. with Angus MacKay) Medieval frontier societies
- The Making of Europe: Conquest, Colonization and Cultural Change, 950-1350 (London, 1993)
- England Under the Norman and Angevin Kings, (Oxford, 2000)
- Medieval and Modern Concepts of Race and Ethnicity (Scotland 2001) Published in 'Journal of Medieval and Early Modern Studies 31:1, Winter 2001
- (ed.& tr.) Life and miracles of St Modwenna, (Oxford, 2002, ISBN 978-0198206064)
- (ed.& tr.) The miracles of Saint Æbbe of Coldingham and Saint Margaret of Scotland, (Oxford, 2003, ISBN 978-0199259229)
- The Hanged Man: A Story of Miracle, Memory and Colonialism in the Middle Ages, (Princeton, 2005, ISBN 978-0691117195)
- Gerald of Wales: A Voice of the Middle Ages, (Tempus, 2006, ISBN 978-0752440316) [revised edition of Gerald of Wales, 1146-1223]
- The Natural and the Supernatural in the Middle Ages (The Wiles Lectures), (Cambridge University Press, 2008, ISBN 978-0521878326)
- Why Can the Dead Do Such Great Things?: Saints and Worshippers from the Martyrs to the Reformation, (Princeton University Press, 2013, ISBN 978-0691159133)

## Publikacje w języku polskim
- Panorama średniowiecza, tł. Dorota Stefańska-Szewczuk, Warszawa: "Arkady" 2002.
- Tworzenie Europy: podbój, kolonizacja i przemiany kulturowe 950-1350, przeł. Grażyna Waluga, posłowiem opatrzył Piotr Górecki, Poznań: Poznańskie Towarzystwo Przyjaciół Nauk 2003.